# Federación Mundial de Sociedades por el Derecho a Morir
La Federación Mundial de Sociedades por el Derecho a Morir («World Federation of Right to Die Societies» en inglés) es una federación internacional de asociaciones que defiende el derecho de las personas a la libre determinación en el final de su vida, el derecho a morir dignamente y el libre acceso a la eutanasia voluntaria.

## Fundación y miembros
La Federación, fundada en 1980, cuenta con 46 asociaciones de 27 países y realiza reuniones periódicas de carácter internacionales sobre la forma de morir y la muerte.